# Group SNE
Group SNE (グループSNE) é uma empresa japonesa fundada em 1986 pelo atual presidente Hitoshi Yasuda, que produz Role-playing games, light novels, jogos de tabuleiro e jogos de cartas. Ryo Mizuno foi um dos membros fundadores. O nome Group SNE vem da expressão erro de sintaxe (Syntax Error em inglês), usada na linguagem BASIC.  Até a década de 1990, o Group SNE era a líder do mercado japonês de RPG. O produto mais famoso do Group SNE é Record of Lodoss War bem conhecido por uma adaptação em anime. Além disso, existem várias adaptações de anime com base em produtos do Group SNE, como Legend of Crystania, Mon Colle Knights e Rune Soldier.
O Group SNE é pioneiro de um novo tipo de livro chamado de "replay", surgido no final de da década de 1980; este novo gênero é composto transcrições das sessões de RPG. O primeiro replay, Record of Lodoss War, era um "replay" de Dungeons and Dragons, que foi publicado em capítulos na revista Comptiq em 1986. Em 1989, Record of Lodoss War passou a ter um sistema próprio e logo seria adaptado para light novels, mangás, animes e vídeo games.
Sword World RPG foi publicado em 1989 e se tornou popular muito rapidamente. Uma característica notável encontrada em Sword World RPG é o cenário Forcelia, que incluiu a ilha Lodoss de Record of Lodoss War, o continente Crystania (de Legend of Crystania) e o continente Alecrast (de Rune Soldier). Análise do sucesso do jogo sugere que os designers tomaram ideias de muitos jogos americanos famosos, como Dungeons and Dragons, Advanced Dungeons and Dragons, Middle-Earth Role Playing e RuneQuest e modificou as definições de acordo com os gostos japoneses. Comparado a (A)D&D e outros jogos contemporâneos, Sword World RPG teve um sistema menos restrito,  flexível e multi-classe. São usados apenas dados comuns de 6 lados. Outros dados poliédricos são incomuns, especialmente no Japão rural. O jogo gerou light noves e replays. Os livros de regras são baratos e portáteis.  Sword World RPG teve várias adaptações para GURPS, sistema que teve uma linha de produtos criados pelo grupo, o GURPS Runal/Yuell, publicado pela Kadokawa Shoten em 1992 e pela  Fujimi Shobo em 1994 foi criado por Shou Tomono e o Group SNE, teve bastante influencia de RuneQuest.
Também foram responsáveis pela adaptação da série de RPG eletrônico, Wizardry para RPG de mesa.
Em 1997, é lançado o jogo de cartas colecionáveis Monster Collection pela  Fujimi Shobo, que também ganharia uma versão em RPG e o anime Mon Colle Knights .
Os Produtos do Group SNE são publicadas por várias editoras, incluindo Fujimi Shobo, Shinkigensha, JIVE, Enterbrain e Hobby Base.
Produtos:
- Cenário de Forcelia
  - Record of Lodoss War
  - Sword World RPG
  - Legend of Crystania
  - Rune Soldier
- Sword World 2.0
- Monster Collection, jogos de cartas colecionáveis
  - Rokumon Sekai RPG - versão em RPG de Monster Collection
  - Mon Colle Knights
- Linha GURPS
  - GURPS Busin kourin - artes marciais
  - GURPS Cocoon - fantasia/humor
  - GURPS Damned Stalker (Gurps Youma Yakou/Hyakki Yasyou)
  - GURPS Dragon Merc - crossover de multi-planos
  - GURPS Power up
  - GURPS RebornRebirth
  - GURPS Runal/Yuel
- Daikatsugeki - jidaigeki
  - Ghosthunter RPG - horror, versão RPG de Demon of Laplace
- Demon Parasite - super-herói
- Gehenna - Mil e uma noites
- Hyper Tunnels & Trolls - edição modificada original da Tunnels & Trolls
- Laplace no Ma - RPG eletrônico
- Ouka Housin RPG - fantasia chinesa
- Shadowrun (Mega CD) - RPG eletrônico de Shadowrun
- Silver Rain RPG - baseada  em PBW RPG
- Wizardry RPG - versão RPG de Wizardry
  - Shin Wizardy RPG - segunda edição de Wizardry RPG
- Jogos traduzidos
  - Advanced Fighting Fantasy
  - Dungeons & Dragons Rules Cyclopedia
  - Earthdawn 1st edition
  - GURPS terceira e quarta edição
  - MechWarrior
  - Shadowrun segunda edição
  - Stormbringer segunda edição, Elric! e quinta edição
  - Tunnels & Trolls quinta e sétima edição
  - Warhammer Fantasy Roleplay primeira edição